# Любовна квартира
„Любовна квартира“ (на нидерландски: Loft) е белгийски криминален филм от 2008 година на режисьора Ерик Ван Лой по сценарий на Барт Де Пау.
В центъра на сюжета са петима приятели, които откриват убита жена в апартамент в Антверпен, който те използват заедно за срещи с любовниците си. Главните роли се изпълняват от Кун Де Бау, Филип Петерс, Матиас Схунартс, Брюно Ванден Бруке, Кун Де Граве, Мари Винк.
При излизането си „Любовна квартира“ става най-успешният дотогава фламандски филм.